# Anna-Karin Heijdenberg
Anna-Karin Heijdenberg, née le 21 juillet 2000 à Östersund, est une biathlète suédoise.

## Biographie
Après une carrière en junior sans grand succès, elle se fait remarquer une première fois en montant sur le podium en IBU Cup en décembre 2023 après une troisième place en sprint à Idre Fjäll. Elle monte en Coupe du monde en fin de saison 2023-2024 et participe au trois dernières étapes, signant comme meilleur résultat une quinzième place à Canmore.
Elle est titularisée dans l'équipe suédoise première pour la Coupe du monde 2024-2025. Malgré un bon départ (quatorzième de l"individuel court de Kontiolahti), ses résultats sont mitigés. À la fin du mois de janvier elle est sélectionnée pour disputer les Championnats d'Europe de biathlon 2025 à Martell-Val Martello. Elle aborde cette compétition en grande forme. Elle décroche d'abord la médaille de bronze de l'individuel, malgré trois minutes de pénalité. Elle remporte ensuite le titre du sprint, devant la Française Amandine Mengin et la Lettone Baiba Bendika, avec une belle avance (49 secondes), grâce à sa vélocité en ski et un sans faute au tir. Enfin elle gagne la médaille d'argent de la poursuite. 

## Palmarès

### Coupe du monde
- Meilleur classement général : 39e en 2025.
- Meilleur résultat individuel : 4e de l'individuel court à Pokljuka en 2025.
- 1 podium en relais : 1 troisième place.
- 1 podium en relais mixte : 1 victoire.

Mis à jour le 24 mars 2025.

#### Classements en Coupe du monde
| Saison    | Classement général final | Individuel | Sprint | Poursuite | Mass start |
| 2023-2024 | 65e                      | 51e        | 52e    | n.c       |            |
| 2024-2025 | 39e                      | 11e        | 52e    | 79e       | 29e        |

#### Résultats détaillés en Coupe du monde
| 2023-2024 |        |        |        |        |        |         |    |    |        |    |        |    |        |        | .  | .  | .  | .  |        |        |        |       |        |        |    |  | 65e |
| 2023-2024 | IN     | SP     | PU     | SP     | PU     | SP      | PU | MS | SP     | PU | SP     | PU | SI     | MS     | SP | PU | IN | MS | IN 27e | MS     | SP 76e | PU    | SP 15e | PU 46e | MS |  | 65e |
| 2024-2025 |        |        |        |        |        |         |    |    |        |    |        |    |        |        | .  | .  | .  | .  |        |        |        |       |        |        |    |  | 39e |
| 2024-2025 | SI 14e | SP 30e | MS 23e | SP 31e | PU 40e | SP N.P. | PU | MS | SP 79e | PU | IN 53e | MS | SP 35e | PU 45e | SP | PU | IN | MS | SP 59e | PU 41e | SI 4e  | MS 8e | SP 33e | PU 45e | MS |  | 39e |

### IBU Cup
- Meilleur classement général : 11e en 2024.

Mis à jour le 21 mars 2024.

#### Podiums individuels en IBU Cup
| Podiums individuels en IBU Cup | Podiums individuels en IBU Cup | Podiums individuels en IBU Cup | Podiums individuels en IBU Cup | Podiums individuels en IBU Cup | Podiums individuels en IBU Cup |
| n°                             | Saison                         | Date                           | Lieu                           | Épreuve                        | Résultat                       |
| ------------------------------ | ------------------------------ | ------------------------------ | ------------------------------ | ------------------------------ | ------------------------------ |
| 1                              | 2023-2024                      | 09-12-2023                     | Idre Fjäll                     | Sprint 7,5 km                  | Médaille de bronze             |
| 2                              | 2024-2025                      | 29-01-2025                     | Martell-Val Martello           | Individuel 15 km (Ch. Europe)  | Médaille de bronze             |
| 3                              | 2024-2025                      | 31-01-2025                     | Martell-Val Martello           | Sprint 7,5 km (Ch. Europe)     | Médaille d'or                  |
| 4                              | 2024-2025                      | 01-02-2025                     | Martell-Val Martello           | Poursuite 10 km (Ch. Europe)   | Médaille d'argent              |

### Championnats d'Europe
| Édition \ Épreuve         | Individuel                 | Sprint                | Poursuite                 | Relais                           | Relais mixte                     | Relais mixte simple              |
| ------------------------- | -------------------------- | --------------------- | ------------------------- | -------------------------------- | -------------------------------- | -------------------------------- |
| Brezno-Osrblie 2024       | 27e                        | 4e                    | 15e                       | Épreuve inexistante à cette date | 4e                               | —                                |
| Martell-Val Martello 2025 | Médaille de bronze, Europe | Médaille d'or, Europe | Médaille d'argent, Europe |                                  | Épreuve inexistante à cette date | Épreuve inexistante à cette date |

Légende :
- — : non disputée par Anna-Karin Heijdenberg

### Championnats du monde juniors
| Mondiaux / Épreuve  | Individuel | Sprint | Poursuite | Relais |
| 2021 Obertilliach   | 67e        | 54e    | 59e       | -      |
| 2022 Soldier Hollow | 42e        | 27e    | 27e       | 6e     |

Légende :
- — : non disputée par Anna-Karin Heijdenberg